# Manoir (Charmed)
 (août 2025).
Motif : Article sans source depuis 2011
- Archive Wikiwix
- Bing
- Cairn
- DuckDuckGo
- E. Universalis
- Gallica
- Google
- G. Books
- G. News
- G. Scholar
- Persée
- Qwant
- (zh) Baidu
- (ru) Yandex
- (wd) trouver des œuvres sur Wikidata

| 1. | Préciser le motif de la pose du bandeau. | Précisez le motif de la pose du bandeau en utilisant la syntaxe suivante : {{admissibilité à vérifier\|date=août 2025\|motif=remplacez ce texte par le motif}}                        |
| 2. | Informer les utilisateurs concernés.     | Pensez à avertir le créateur de l'article, par exemple, en insérant le code ci-dessous sur sa page de discussion : {{subst:avertissement admissibilité à vérifier\|Manoir (Charmed)}} |

 (août 2011).
Si vous disposez d'ouvrages ou d'articles de référence ou si vous connaissez des sites web de qualité traitant du thème abordé ici, merci de compléter l'article en donnant les références utiles à sa vérifiabilité et en les liant à la section « Notes et références ».
Pour l’article homonyme, voir Manoir.

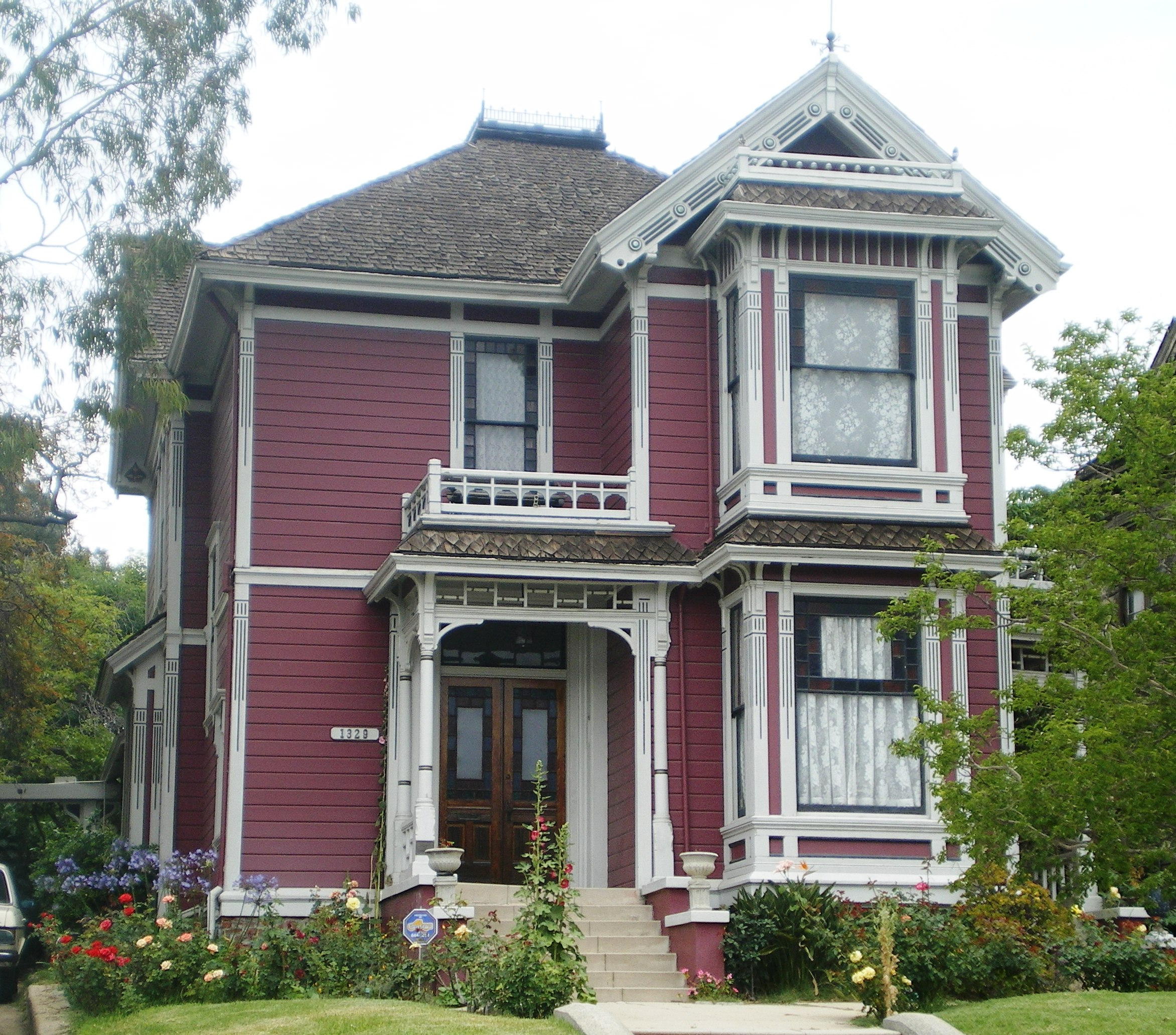
Photographie de la maison d'origine ayant servi de manoir Halliwell dans la série télévisée Charmed.

Le manoir Halliwell est le lieu de résidence des sœurs Halliwell dans la série télévisée Charmed. C'est un des lieux principaux de la série : il apparaît dans chaque épisode.
Dans la série, le manoir se situe au 1329 Prescott Street à San Francisco. En réalité, la maison d'origine se trouve à Los Angeles , au 1329 Carroll Avenue. Il apparaît seulement dans les scènes d'extérieurs. Les intérieurs visibles dans la série, tournés en studio, ne correspondent pas au manoir réel.
Bien qu'un plan du rez-de-chaussée soit assez simple à établir, il est en revanche plus délicat d'en faire un pour le 1er étage étant donné que son aménagement change à plusieurs reprises.

## Le manoir dans la série
Dans le quatrième épisode de la première saison, il y a une salle de bains sous l'escalier. Par la suite, elle est remplacée par un placard.
Dans l'épisode 15 de la saison 1, Possession, on apprend que le manoir est placé à égale distance des cinq éléments naturels basiques : la terre, le feu, l'eau, le bois et le métal. Ceci en fait un endroit fort énergiquement, ce qui aura une forte influence sur l'étendue des pouvoirs des personnes y habitant. Dès lors, l'accès au manoir est une question principale dans la lutte entre le bien et le mal.
On apprend également dans cet épisode que Phoebe est la seule des sœurs Halliwell à y être née. Elle possède ainsi un lien particulier avec le manoir. Par la suite, dans la saison 5, c'est le fils de Léo et Piper, Wyatt, qui y naîtra, dans l'épisode 15, la Relève.
L'importance de cette force d'énergie du manoir est peu à peu développée dans l'intrigue. On découvre petit à petit que sous le manoir se trouve une force magique, le Nexus, qui donne d'immenses pouvoirs à celui qui le possède. Cette force est évoquée dès l'épisode 15 de la saison 1, durant lequel le Croque Mitaine, piégé dans la cave par le Nexus, parvient à se libérer et prend possession du corps de Phoebe. Dès la saison 5, le personnage du démon Cole Turner voudra s'en emparer dans plusieurs épisodes, de même que le démon Zankou dans la saison 7. 
Dans la saison 7, on découvre l'existence d'une maison de poupées miniature à l'effigie du manoir. Léo et Piper s'y retrouvent accidentellement enfermés par leur fils de deux ans, Wyatt, qui voulait les protéger d'un démon. La maquette est également au centre de l'intrigue du treizième épisode de la saison 8 ; cette fois-ci les trois soeurs Halliwell se retrouvent piégées à l'intérieur. 